# Manoppello
Manoppello község (comune) Olaszország Abruzzo régiójában, Pescara megyében.

## Fekvése
A megye keleti részén fekszik. Határai: Alanno, Casalincontrada, Chieti, Lettomanoppello, Rosciano, Serramonacesca, Turrivalignani és Scafa.

## Története
Valószínűleg a 9. században alapították, amikor a San Clemente a Casauria-apátsághoz tartozó birtok volt. II. Lajos császár ajándékozta az apátságnak. A következő századokban nemesi birtok volt. Önálló községgé a 19. század elején vált, amikor a Nápolyi Királyságban felszámolták a feudalizmust.

## Népessége
A népesség számának alakulása:

## Főbb látnivalói
- Santa Maria Arabona-templom
- Volto Santo-szentély
- San Nicola-templom